# Internationale Luchthaven Aden Adde
Luchthaven Aden Adde, ook bekend als Internationale luchthaven Aden Adde (IATA: MGQ, ICAO: HCMM) is een luchthaven in Mogadishu, de hoofdstad van Somalië.

## Luchtvaartmaatschappijen en bestemmingen
- African Express Airways - Berbera, Galkayo, Hargeisa, Nairobi
- Air Djibouti - Djibouti
- Daallo Airlines - Bosaso, Djibouti, Dubai, Hargeisa, Jeddah, Nairobi
- Ethiopian Airlines - Addis Ababa, Jijiga
- Jambojet - Nairobi
- Jubba Airways - Adado, Baidoa, Bosaso, Djibouti, Dubai, Galkayo, Garowe, Guriel, Hargeisa, Jeddah, Kismayo
- National Airways Ethiopia - Addis Abeba, Garowe, Hargeisa
- Qatar Airways - Doha
- Turkish Airlines - Istanboel
- Uganda Airlines - Entebbe